# 4479 Чарлипаркер
4479 Чарлипаркер (енгл. 4479 Charlieparker) је астероид главног астероидног појаса чија средња удаљеност од Сунца износи 2,758 астрономских јединица (АЈ).
Апсолутна магнитуда астероида је 12,7.